# Hendrik de Cort
Hendrik Frans de Cort (Anversa, 11 dicembre 1742 – Londra, 28 giugno 1810) è stato un pittore fiammingo di paesaggi e quadri topografici.

## Biografia
Dopo avere seguito gli studi di pittura di Henri Joseph Antonissen e Willem Jacob Herreyns, nel 1770 divenne membro della Gilda di San Luca di Anversa. Nel 1774 divenne il pittore personale dell'arciduca Massimiliano Francesco d'Austria.
Nel 1776 si trasferì a Parigi dove, nel 1779, divenne membro dell'Accademia reale di pittura e scultura. Nel 1781 lavorò per il Principe di Condé, per il quale dipinse vedute topografiche del castello di Chantilly.
Nel 1788, tornato ad Anversa, fondò una società di artisti, la Konstmaetschappij.

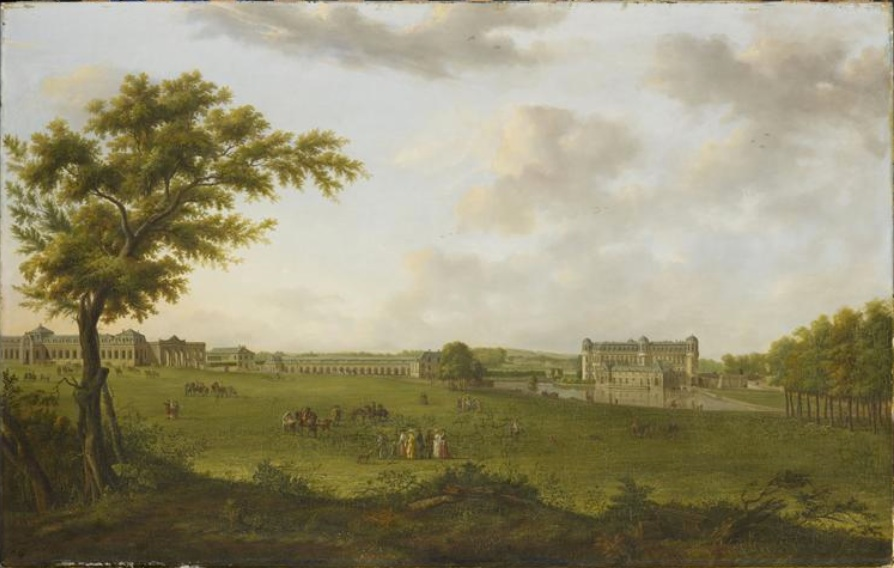
H. F. de Cort, Chantilly vista dal prato, 1781

## Stile
L'opera di De Cort consiste esclusivamente di dipinti e disegni paesaggistici e topografici. I suoi primi paesaggi erano spesso realizzati in collaborazione con altri artisti fiamminghi come Balthasar Ommeganck e Petrus Johannes van Regemorter, che dipingevano figure e animali.

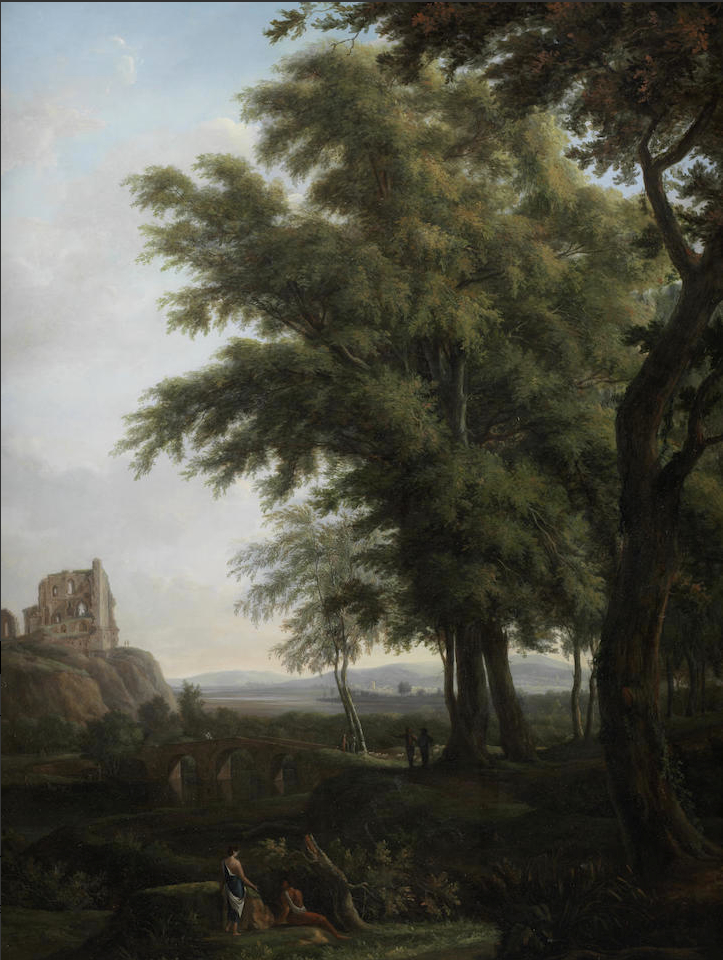
H. F. de Cort, Il castello di Chepstowe